# Edward Breck
Edward „Eddie“ Breck (* 31. Juli 1861 in San Francisco, Kalifornien; † 14. Mai 1929 in Washington) war ein US-amerikanischer Autor, Diplomat und Spion. Er war einer der ersten inoffiziellen deutschen Meister im Florettfechten sowie im Golf.

## Sportler und Autor

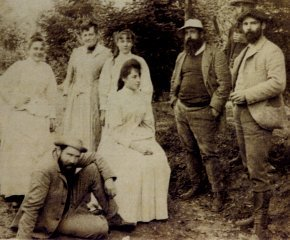
Brecks Bruder John Leslie (vorne sitzend) mit Familie Monet

Edward Breck wurde als Sohn eines Offiziers der US-Navy, Joseph Berry Breck, geboren. Seine Familie stammt von einem der ersten Siedler ab, die 1630 nach Massachusetts gekommen waren, eventuell hatte sie auch deutsche Wurzeln. Nach dem Tode des Vaters zog die Mutter 1878 mit Edward und dessen älterem Bruder John Leslie nach Leipzig, wo die Jungen zur Schule gingen. Ab 1882 besuchte Edward Breck ein Jahr lang das Oberlin Conservatory College in den USA und ließ seine Tenor-Stimme ausbilden. 1883 begann er ein Studium an der Universität Leipzig und wurde 1887 zum Dr. phil. mit einer Dissertation über die altenglische Sprache promoviert. 1889 heiratete er in Prag die aus Böhmen stammende Antonie Wagner von Kleeblatt; das Ehepaar hatte zwei Töchter.
Seine Mutter hatte inzwischen in zweiter Ehe den wohlhabenden Unternehmer Frederic William Rice geheiratet. Während Edward Breck als Autor und Journalist arbeitete, machte sich John Leslie Breck als Maler einen Namen. Die beiden Brüder waren finanziell gut gestellt und reisten durch Europa. So hielten sie sich 1887 gemeinsam mit der Mutter in der Künstlerkolonie im französischen Giverny auf, wo auch Claude Monet lebte. John Leslie Breck verliebte sich in Monets Stieftochter Blanche Hoschedé, Monet war jedoch gegen eine Heirat der beiden.
Breck war ein vielseitiger Sportler und Mitglied der Boston Athletic Association. Ein Jahr nachdem er nach einem zweijährigen Aufenthalt in den USA 1895 nach Berlin gezogen war, nahm er auf der dortigen Gewerbeausstellung an Turnieren im Tennis, im Fechten und im Golf teil. Im selben Jahr gewann er eine Meisterschaft auf dem in Spandau gelegenen Golfplatz des Berlin Golf Club, der hauptsächlich aus Angehörigen der britischen und US-amerikanischen Botschaften bestand. Das Turnier trug zwar den Titel „Meisterschaft von Deutschland und Österreich“, jedoch wurden die offiziellen deutschen Golfmeisterschaften erst Jahre später vom 1907 gegründeten Deutschen Golf Verband ausgetragen. In einem Demonstrationsduell focht er gegen die Professorengattin Emma Teege; dies war der erste öffentliche Fechtwettkampf in Deutschland, an dem eine Frau beteiligt war. Ebenfalls 1896 wurde er erster (inoffizieller) deutscher Meister im Florettfechten. 1897 übernahm er das Amt des Fechtwarts im neu gegründeten Deutschen und Österreichischen Fechterbund (DÖFB), einer Vorläuferorganisation des heutigen Deutschen Fechter-Bundes.
Ende der 1880er Jahre war Breck als Berater des angesehenen Bostoner Kunstverlags Estes & Lauriat tätig, von 1890 bis 1892 als Herausgeber der Londoner Zeitschrift Life, bis 1895 Herausgeber der Zeitschrift The Swordsman, der Verbandszeitschrift der Amateur Fencers League of America (AFLA), und er schrieb als Auslandskorrespondent für den New York Herald und die New York Times. Nach 1895 wurde er Vize-Generalkonsul in Berlin und zudem Assistent des örtlichen Marineattachés.

## Aktivitäten als Spion
Im April 1898 brach der Spanisch-Amerikanische Krieg aus, und Edward Breck, der Spanisch und Portugiesisch fließend gesprochen haben soll, beschloss, für den Fall einer US-amerikanischen Invasion in Spanien die dortigen Küstenbefestigungen auszuspionieren. Ausgestattet mit einer Pistole und dem geliehenen Pass eines deutschen Freundes reiste er als Dr. König nach Spanien. Dort machte er die Bekanntschaft des deutschstämmigen spanischen Generals Valeriano Weyler, der ihn mit einem Empfehlungsschreiben ausstattete, das Breck große Bewegungsfreiheit ermöglichte.
Breck bereiste zahlreiche spanische Häfen, darunter die von Barcelona, Tarragona, Valencia, Alicante, Murcia und Bilbao, machte Notizen und Fotos. Bis auf einen einzigen Vorfall, als er einem Wachmann verdächtig vorkam und dieser einen Schuss auf ihn abgab, aber nicht traf, blieb er unbehelligt. Seine Erkenntnisse wurden jedoch niemals verwertet, da der Krieg nach wenigen Monaten beendet war und es zu keiner Invasion Spaniens kam. Bei seiner Rückkehr nach Berlin hoffte er vergebens, wegen dieses Engagements Nachfolger des kürzlich verstorbenen US-Konsuls Julius Goldschmidt zu werden. Nach dem Tod seines Bruders John Leslie 1899 – er beging vermutlich Selbstmord – kehrte er in die USA zurück. Als Maler hatte sich der Bruder einen guten Ruf erworben und gilt heute als „Kopf des amerikanischen Impressionismus“.

## Naturfreund, nochmals Spion, Militärattaché und Archivar

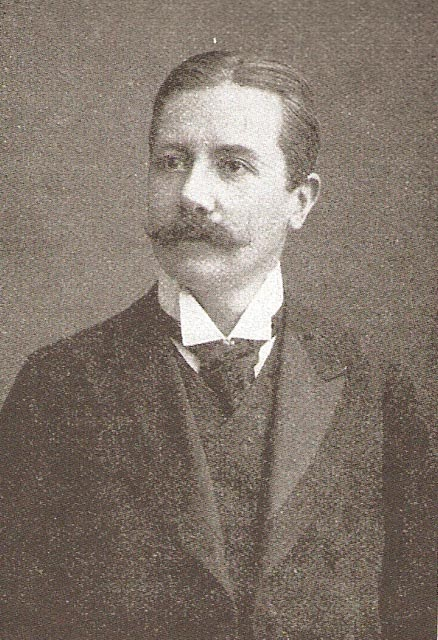
Willibald Gebhardt kündigte Breck wegen dessen Spionagetätigkeit die Freundschaft.

1903 wandte sich Edward Breck von den USA aus brieflich an Willibald Gebhardt („My dear Doctor!“), Vorsitzender des DÖFB und alter Freund aus Berliner Tagen, und diente sich ihm als Delegationsleiter der deutschen Mannschaft für die Olympischen Spiele 1904 in St. Louis an. Gebhardt war auch Vorsitzender des Komitees für die Teilnahme an den Spielen, ein Nationales Olympisches Komitee gab es noch nicht. Gebhardt lehnte dieses Ansinnen jedoch ab mit der Begründung, Breck habe die Gastfreundschaft des Kaiserreiches missbraucht, ein Hinweis auf die Spionagetätigkeiten von Breck, von denen Gebhardt offensichtlich Kenntnis hatte. Breck wiederum führte diese Absage auf die „Humorlosigkeit“ der Deutschen zurück.
Breck lebte inzwischen als Langzeitgast im Milford House im kanadischen Annapolis Royal, Nova Scotia, und machte sich einen Namen als Experte für die dortige Natur, verkehrte aber auch in den gesellschaftlichen Kreisen von Boston. Er schrieb Artikel für The Outing Magazine, 44 Field & Stream sowie Forest & Stream und war als „Produkttester“ für den Outdoor-Ausstatter Abercrombie & Fitch tätig. Er führte Wandertouren, und einer der teilnehmenden Touristen, der Schriftsteller Albert Bigelow Paine, machte ihn zu einer Hauptfigur seines populären Buches The Tent Dwellers. 1909 wählte ihn die  Nova Scotia Guides Association zu ihrem Präsidenten.

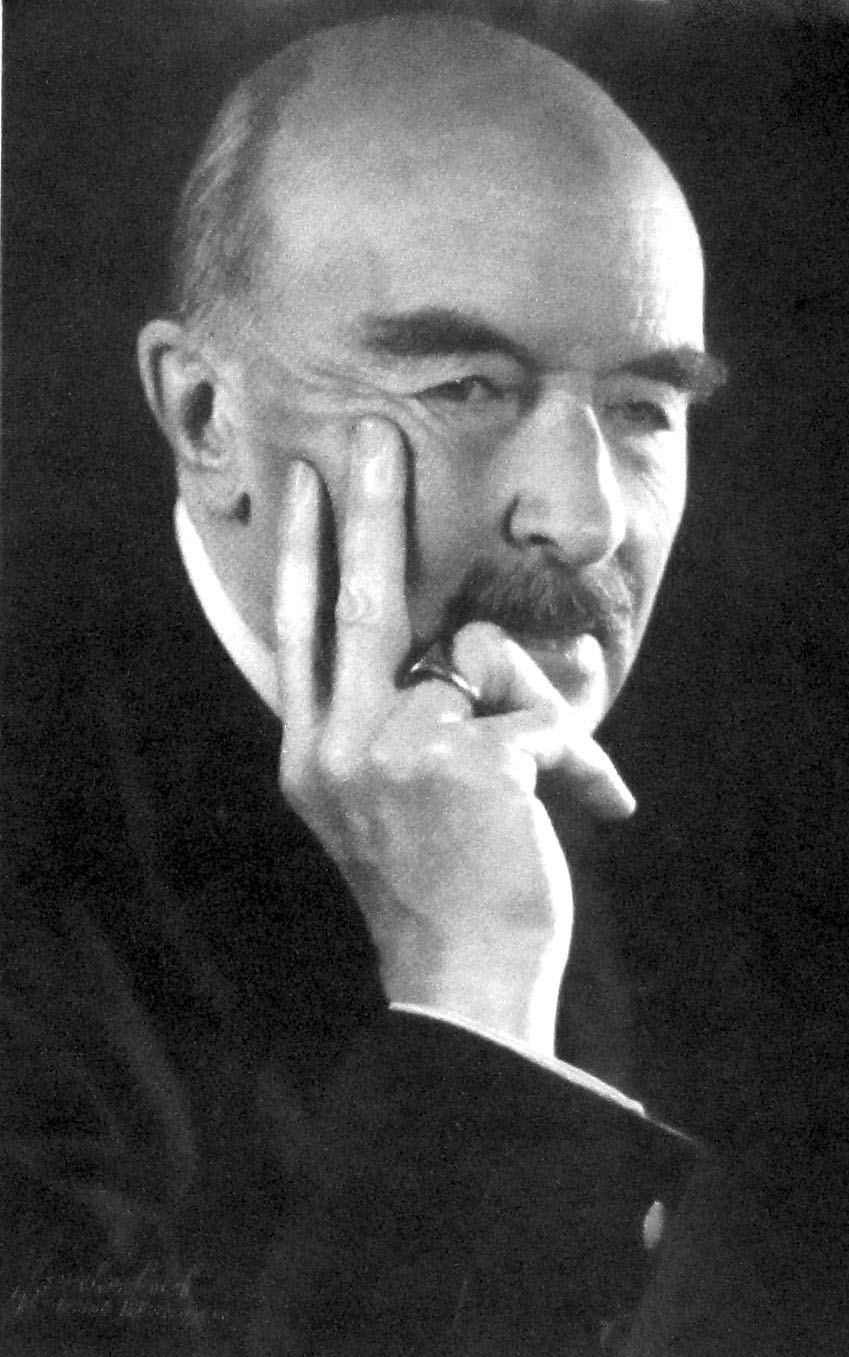
Karl von Luxburg, Botschafter in Argentinien, wurde von Breck verraten.

1917, kurz vor dem Eintritt der Vereinigten Staaten in den Ersten Weltkrieg, verreiste Edward Breck erneut zu Spionagezwecken, dieses Mal nach Brasilien, um sich in der dortigen deutschen Gemeinschaft umzuhören. Er gab sich als Schweizer aus, doch Angehörige der deutsch-brasilianischen Gemeinde enttarnten und verprügelten ihn, und Breck floh Hals über Kopf nach Argentinien. Unter dem Namen Dr. Ernst Brecht gerierte er sich in Buenos Aires als nationaldeutsch und erwarb sich das Vertrauen des deutschen Botschafters Karl von Luxburg sowie der Mitglieder des dortigen deutschen Vereins, indem er etwa im dortigen Restaurant Bismarck mit seiner ausgebildeten Stimme deutsches Liedgut schmetterte. Er erhielt Kenntnis vom Inhalt eines streng geheimen Telegramms, das von Luxburg nach Berlin gekabelt hatte, in dem er unter anderem die „spurlose“ Versenkung neutraler, also auch argentinischer, Schiffe empfahl und den argentinischen Außenminister Honorio Pueyrredón als „notorischen Esel“ bezeichnete. Das Telegramm wurde vom Außenministerium der Vereinigten Staaten öffentlich gemacht, und von Luxburg musste Argentinien verlassen. Brecks Rolle in dieser Affäre blieb unentdeckt.
Edward Breck wiederum wurde 1918 zum US-amerikanischen Militärattaché im Range eines Fregattenkapitäns in Lissabon ernannt. Er entwickelte für Portugal eine Strategie zur Sicherung von dessen Grenzen, war für die Reparatur, Wartung und Munitionierung US-amerikanischer Schiffe verantwortlich und verfügte zudem über polizeiliche Befugnisse, nach denen er in Portugal sogar Verdächtige verhaften lassen durfte. Als auf Madeira eine Hungersnot ausbrach, organisierte er in Afrika eine Schiffsladung Getreide für die Insel.
Aus Krankheitsgründen kehrte Breck 1919 in die USA zurück und wurde Kurator des Marinearchivs in Washington. 1925 ging er in den Ruhestand und machte weiterhin seine Touren in Kanada, gemeinsam mit seiner zweiten Frau Mary Stanley Breck, die auch fotografierte. 1925 war er Mitbegründer der Anti-Steel Trap League, die sich kämpferisch gegen den Einsatz von Stahlfallen (Tellereisen) zum Fang von Pelztieren einsetzte. Um das Anliegen der League zu verdeutlichen, schrieb Breck gefühlvolle Gedichte über die Qualen der gefangenen Tiere. Während die Männer der League den Protest organisierten, übernahmen die weiblichen Mitglieder den aktiven Protest. Breck sagte über die Frauen, sie seien „the moral backbone of the land, and it is primarily their chief duty to right this great wrong, just as they have been the chief offenders in condoning it, though innocent, for the most part, through ignorance“ (deutsch: Die Frauen seien „das moralische Rückgrat des Landes, und deshalb ist es ihre hauptsächliche Aufgabe, dieses Unrecht wiedergutzumachen, genau so wie sie durch Duldung zu Täterinnen geworden sind, zwar unschuldig, aber meist aus Unwissenheit“.)
Edward Breck starb 1929 an einem Herzanfall und liegt auf dem Nationalfriedhof Arlington begraben. Seine Witwe engagierte sich weiterhin im Tierschutz und übernahm die Präsidentschaft der Anti-Steel Trap League, die bis 1942 existierte.

## Ehrungen
- 1918 – Ritterorden von Avis (Ritter) – Portugal
- 1919 – Christusorden (Komtur) – Portugal

## Publikationen (Auswahl)
- Ein Kapitel in: The art of fencing von Regis and Louis Senac. American Sports Pub. Co., New York 1904.
- The Way Of The Woods – A Manual For Sportsmen In Northeastern United States And Canada. 1908.
- Sporting guide to Nova Scotia. The Imperial publishing Company, Halifax 1909.
- Wilderness pets at Camp Buckshaw. Houghton Mifflin Company, Boston/New York 1910.
- Ernst von Wolzogen: Der kraft-Mayr. a humorous tale of musical life (Übersetzung von Edward Breck und Charles Harvey Genung). B.W. Huebsch, New York 1914.